# Mesochorus orientalis
Mesochorus orientalis là một loài tò vò trong họ Ichneumonidae.